# Научно-исследовательский центр охраны здоровья матери и ребёнка (Ереван)
Научно-исследовательский центр охраны здоровья матери и ребёнка (арм. Մոր եվ մանկան առողջության պահպանման գիտահետազոտական կենտրոն, роддом Маркаряна, маркаряновский роддом, роддом имени Крупской) — медицинское учреждение (родильный дом) в Ереване, памятник архитектуры, построенный в 1937 году по проекту архитекторов Николая Буниатяна и Марка Григоряна. Образец сталинского неоклассицизма.
Согласно постановлению № 377 Совмина Армянской ССР от 4 июля 1983 года здание включено в список недвижимых памятников истории и культуры Еревана.

## История
В 1920-х годах в бывшем здании Государственного банка (нынешний адрес — ул. Арама, 54), построенном по проекту Василия Мирзоева и Николая Киткина в 1902 году, разместился Наркомат финансов Армянской ССР, а также ещё ряд народных комиссариатов. Это расположение было временным: для государственного аппарата с 1926 года строили комплекс зданий вокруг площади Ленина. Но к 1930 году здание бывшего банка уже не вмещало разраставшийся Совнарком, а строительство правительственного комплекса затягивалось. Николай Буниатян, бывший тогда главным архитектором Еревана, добился заказа на постройку для Совнаркома нового здания по соседству со старым; здания должны были соединяться переходом.
Проект при участии молодого коллеги Марка Григоряна (впоследствии он сменил Николая Буниатяна на посту главного архитектора города) был готов к 1932 году. Противником проекта был автор генплана города и наиболее влиятельный архитектор Армянской СССР Александр Таманян. Строительство постоянных зданий для госаппарата вне комплекса на площади Ленина разрушало его концепцию города. Из-за серьёзного противодействия Таманяна строительство заморозили в конце 1932 года на уровне цокольного этажа.

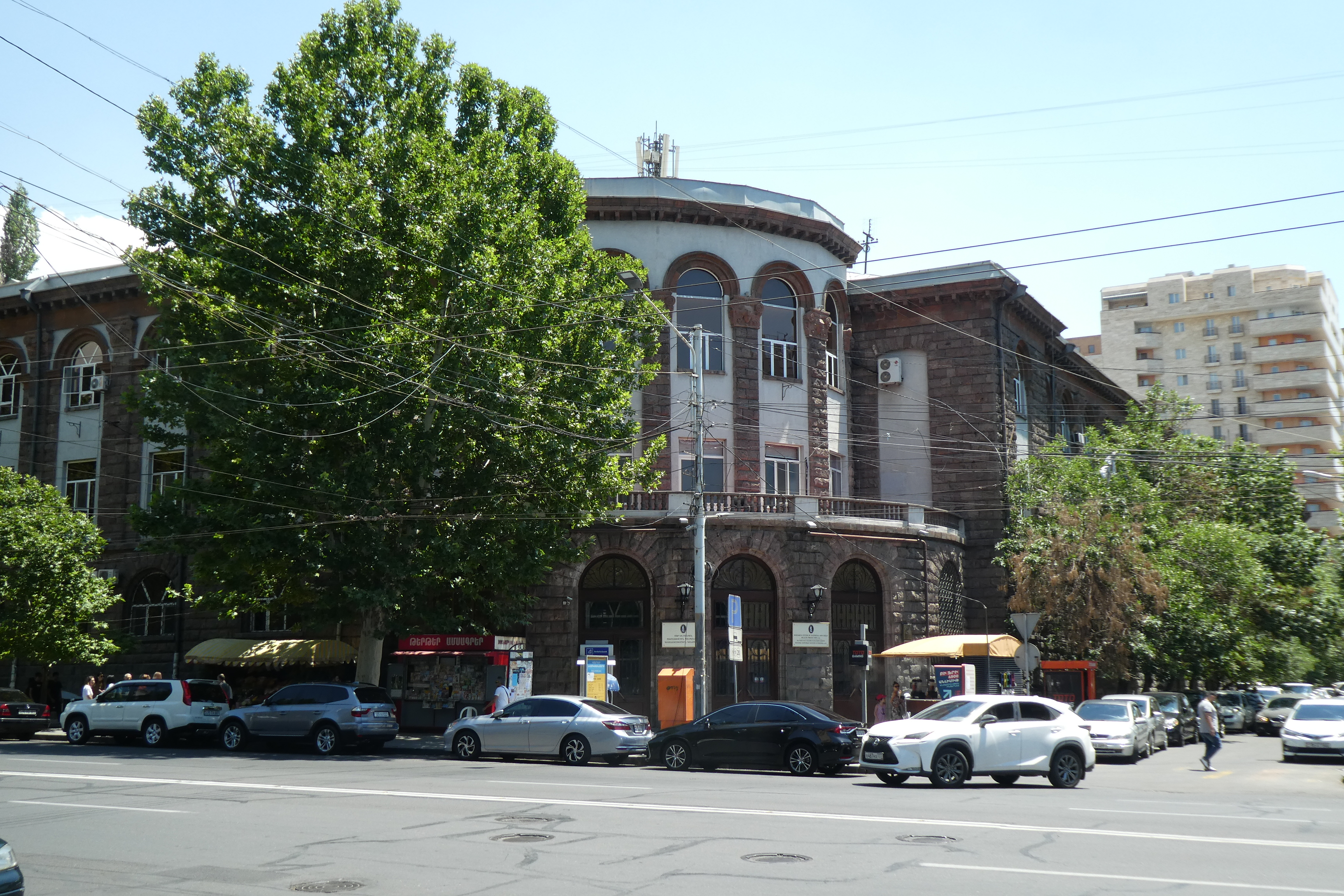
Общий вид роддома с проспекта Маштоца

Тем временем, в 1931 году в Ереване был образован Институт охраны материнства и детства, в котором было два основных подразделения — материнства и младенчества. Институту нужно было современное здание роддома в центре города, и в 1935 году было решено возобновить реализацию проекта Буниатяна и Григоряна, перепрофилировав здание в роддом; руководил окончанием работ Григорян. В 1937 году здание было готово, а в 1938 году роддом заработал.
Институт к тому времени преобразовали. Сектор материнства стал Научно-исследовательским институтом акушерства и гинекологии, и сектор младенчества превратился в клинику при Медицинском инстиуте. Таким образом, в здании разместился именно НИИ акушерства и гинекологии, который вплоть до 1949 года возглавлял Григор Акопович Арешян, известный врач-гинеколог. В 1949 году его сменил Партев Амбарцумович Маркарян. Маркарян стал наиболее известным руководителем НИИ. Он возглавлял его до 1973 года, и роддом часто называют «роддомом Маркаряна», хотя в советское время он носил имя Крупской.
Руководители НИИ акушества и гинекологии:
- Григор Акопович Арешян (1931—1949)
- Партев Амбарцумович Маркарян (1949—1973)
- Григорий Георгиевич Окоев[арм.] (1973—1989)
- Карлен Багратович Акунц (1989—1999)
- Георгий Григорьевич Окоев[арм.] (с 1999 года)

Институт полностью переехал в новое здание лишь в 1950 году. За последующие тридцать лет на базе Института были созданы Республиканский медико-генетический центр, Республиканский центр перинатальной диагностики, Республиканские центры научной методологии и баротерапии, Областной центр искусственного оплодотворения и другие научно-медицинские организации. В 1989 году НИИ акушерства и гинекологии был переименован в Научно-исследовательский центр охраны здоровья матери и ребёнка — это название он носит до сих пор.

## Архитектурные особенности здания

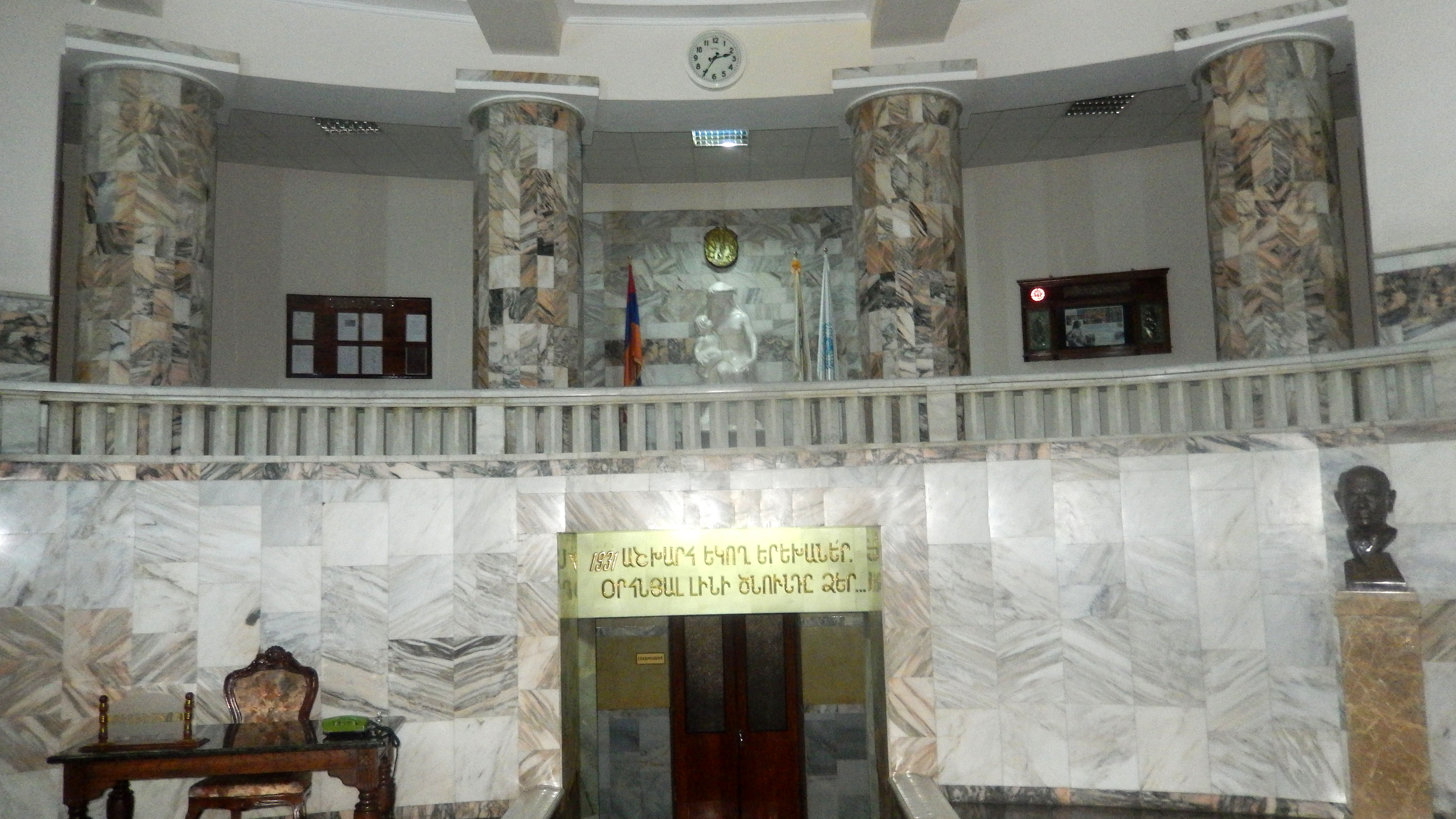
Интерьер вестибюля роддома

Здание представляет собой яркий образец сталинской архитектуры, а точнее, её неоклассического направления. Здание имеет симметричное решение. Два боковых крыла (вдоль улицы Арама и вдоль проспекта Маштоца) объединены центральным полукруглым объёмом. Этот объём имеет выступающий нижний этаж с трёхарочным проёмом главного входа. Второй и третий этажи полукруглой части утоплены вглубь здания и оштукатурены цементным раствором с полукруглыми гранями, облицованными туфом. В центральной части ротонды находится овальный вестибюль, откуда парадные лестницы ведут наверх (лестницы были построены позже, когда роддом возглавлял Григорий Окоев). Изначально роддом спроектирован на 100 коек.
Основной объём здания облицован туфом «под шубу» (то есть не полированным). Вдоль фасада по улице Арама в 1982 году была установлена композиция «Материнство» — четыре скульптуры работы Юрия Минасяна.

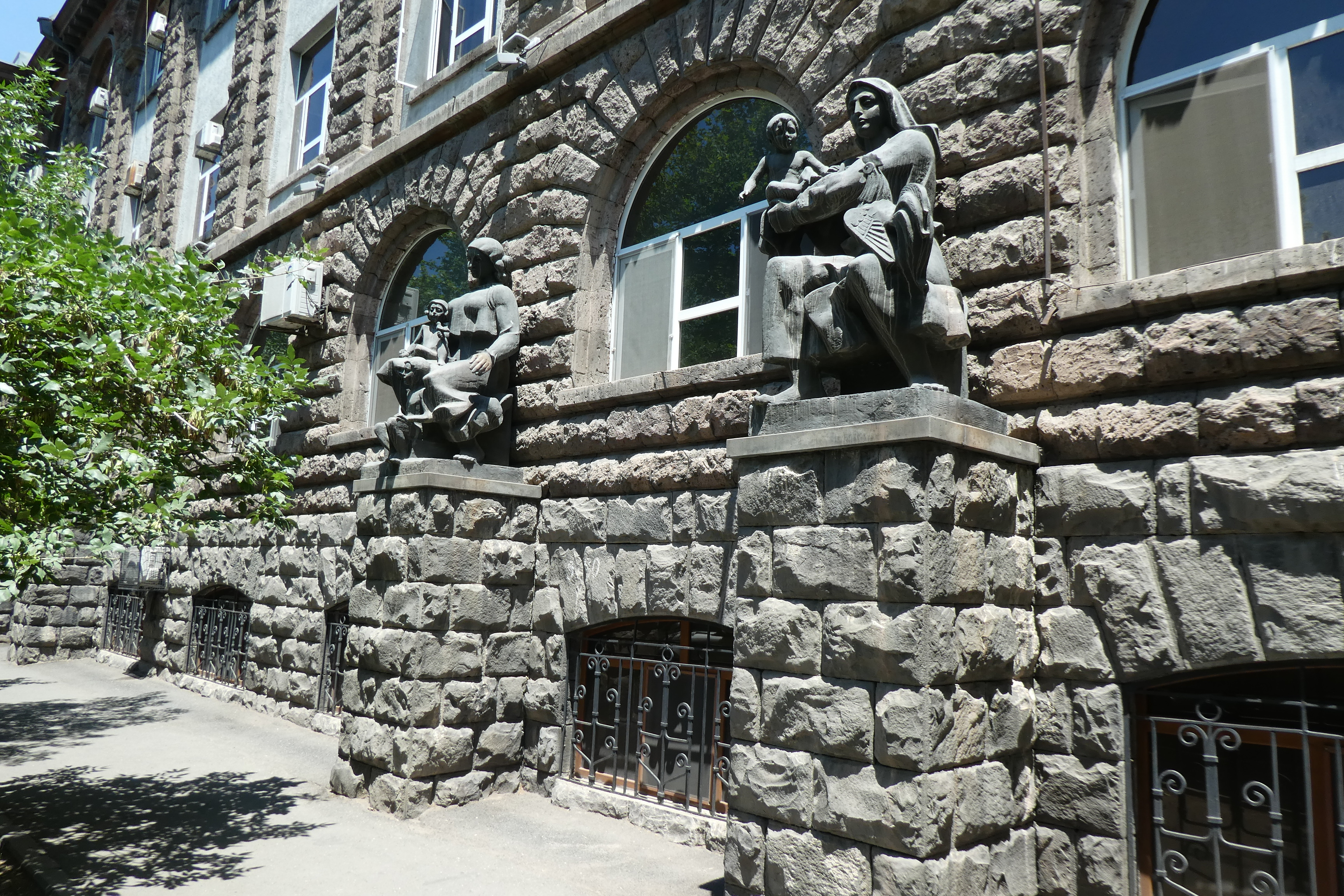
Две из четырёх скульптур композиции «Материнство»

В начале 80-х, когда вход для отцов в палаты был запрещен, в приемной был громкоговоритель. Через него отцам и родственникам, ожидавшим хороших новостей, сообщали имя роженицы, оглашали вес, рост и другие данные новорожденного.

## Научная и медицинская деятельность НИИ
На протяжении всего своего существования НИИ был важнейшим исследовательским центром в области деторождения и был оборудован по последнему слову техники. Например, в 1977 году из Англии был привезен и установлен первый в Армянской СССР аппарат ультразвукового исследования. В советские годы в этом роддоме рожали жены и дочери почти всех партийных и государственных деятелей. Также институт стал первым в Армении, где начали проводить экстракорпоральное оплодотворение. Благодаря сотрудничеству с французскими специалистами в 2003 году армянские врачи добились первых успехов: было зарегистрировано 2 беременности, которые завершились благополучными родами в 2004 году. Одна из беременностей закончилась рождением тройни.
С 1933 года в центре действует научная библиотека. Благодаря усилиям администрации и сотрудников центра библиотека превратилась в современную медицинскую библиотеку с доступом в Интернет, оснащенную литературой на различных языках мира.
Научной деятельностью центра руководит Учёный совет. При Учёном совете действуют экспертная, предзащитная комиссии и комитет по этике. Научные исследования центра в рамках международного сотрудничества с ВОЗ проводятся во взаимодействии с другими научными учреждениями республики и аналогичными акушерско-гинекологическими учреждениями зарубежных стран. Ежегодно в центре проводятся научные конференции и тематические семинары по вопросам акушерства и гинекологии. Основные направления научных исследований:
- Беременность и роды высокого риска
- Профилактика, диагностика и лечение критических состояний у детей раннего возраста, особенно с низкой и экстремально низкой массой тела при рождении.
- Разработка основ и этапов интенсивной терапии (лечения) новорожденных.
- Бесплодный брак
- Возрастные нейроэндокринно-метаболические нарушения у женщин
- Фоновые и предраковые заболевания шейки матки
- Репродуктивное здоровье, заболевания, передающиеся половым путем
- Роль наследственных факторов в возникновении акушерско-гинекологической патологии.